# Abel Buades Vendrell
Abel Buades Vendrell (Benimodo, Ribera Alta; 11 de juliol de 1977) és un exfutbolista i entrenador de futbol valencià.

## Trajectòria
Es formà en les categories inferiors del Vila-real CF i es donà a conèixer com a futbolista a les files del CE Castelló a Segona divisió B la temporada 2002/03.
La següent temporada fitxà pel Gimnàstic de Tarragona, també de Segona B i aquell mateix any aconseguiren l'ascens a la Segona divisió. Amb l'arribada aquella temporada de l'entrenador Luis César Sampedro es convertí en un fix en les alineacions, jugant gairebé tots els partits, sempre com a mig centre organitzador. Després de dues temporades a segona, aconseguiren l'ascens a la Primera divisió.
Tot i ser un dels jugadors de més qualitat i que més va destacar al Nàstic en molt de temps, sempre va tenir una relació dolenta amb una part de l'afició, que criticaven especialment la seva falta de capacitat defensiva i va ser xiulat en més d'un partit. També hi influí el fet que sempre digué el que pensà sobre el comportament de l'afició, el que crispà encara més als més crítics. Finalment, i tot i ser un dels jugadors que més minuts havia jugat fins aquell moment, a finals de gener de 2006 va decidir marxar al Cádiz de la segona divisió, on no tingué un paper massa destacat.
La següent temporada, la 2007-2008, retornà al Gimnàstic de Tarragona de la mà de l'entrenador Javi López i fou un dels jugadors més destacats de l'equip. Al final de temporada però, per motius personals, deixà l'equip i marxà a jugar a l'Alacant CF.